# Гигантский варан
Гигантский варан, большой варан или перенти (лат. Varanus giganteus) — вид ящериц из семейства варановых. Самый крупный варан обитающий в современной Австралии и третья или четвёртая по величине ящерица мировой фауны наряду с нильским вараном после комодского, полосатого и возможно крокодилового варанов.
Может быть найден к западу от Большого Водораздельного хребта в засушливых районах Австралии. Но из-за удаленности мест её обитания от человеческого жилья мало кому из людей удается встретить эту ящерицу в природе.
Статус гигантского варана во многих культурах аборигенов отражается в тотемических отношениях и различных материальных творчествах. Они также подвергались охоте со стороны пустынных племен аборигенов и использовались в лечебных и церемониальных целях.

## Распространение и места обитания
Водится в аридной части Австралии от западного Квинсленда через центральную Австралию до побережий западной Австралии.
Ведёт наземный образ жизни, используя в качестве укрытий глубокие трещины и норы в скальных выходах. При опасности способен залезть на дерево.

## Внешний вид
Верхняя сторона тела гигантского варана окрашена в коричневый цвет, на боках и спине есть большие кремово-желтоватые пятна, окаймлённые тёмно-коричневым или чёрным. Брюхо имеет беловато-кремовую окраску. Рисунок на теле молодых варанов очень яркий, с возрастом он тускнеет.

### Размеры
Максимальная длина тела гигантского варана с учетом хвоста — 2,5 метра, а масса — более 20 кг. Однако, большинство взрослых особей не вырастают крупнее 2 метров. Согласно выборке из 14 половозрелых самцов, их средняя масса составляет 5.1 кг при длине в 1.65 м. В то время как самки, на основе выборки из 21 половозрелой особи, в среднем весят 2.05 кг при длине в 1.3 м. Таким образом, несколько уступают по размерам полосатым варанам, достигающим примерно такой же длины, но имеющим бо́льшую массу, и соперничают за третье место по величине с крокодиловыми варанами, достигающими большей длины, но менее массивными.

### Яд
В конце 2005 года исследователи из университета Мельбурна обнаружили, что гигантский варан, а также некоторые другие вараны и игуаны могут быть ядовитыми. Ранее последствия от укусов, нанесенных этими ящерицами, считались просто результатом попадания инфекции из ротовой полости варана, но эти исследователи доказали, что на самом деле эти эффекты оказываются вызваны слабыми токсинами. Люди, укушенные пестрым вараном, комодским вараном и Varanus scalaris, наблюдали следующие последствия: быстрое набухание укушенного места в течение нескольких минут, локализованное нарушение свертываемости крови, и стреляющая боль до локтя, с некоторыми симптомами, длящимися в течение нескольких часов. Впрочем, из-за того, что все виды варанов, у которых был обнаружен яд, занимают разные экологические ниши и питаются совершенно разными животными, очень маловероятно то, что основной функцией этих токсинов является помощь в убийстве добычи.

## Поведение
Гигантский варан является одной из самых быстрых и выносливых ящериц; при необходимости взрослая особь способна развить скорость до 40 км/ч. Перенти может бежать как на четырёх, так и на двух задних лапах.
Несмотря на крупные размеры, гигантского варана довольно трудно обнаружить в дикой природе, во многом из-за его скрытности и отдаленности предпочитаемых мест обитания от человеческого жилья. Сам гигантский варан, исторически часто преследуемый аборигенами в качестве добычи, обычно избегает контактов с людьми и отступает прежде, чем может быть замечен. Хотя, как известно, крупные вараны этого вида могут подпускать к себе людей на очень близкое расстояние. Если перенти будет настигнут или загнан в угол, то он нападет, используя свои зубы, когти и хвост в качестве оружия обороны, причём, нанесенные им раны могут быть довольно серьезными и порой даже смертельными. Известно, что крупный гигантский варан одним ударом своего хвоста способен переломать ноги собаке или повалить на землю взрослого человека.
Гигантские вараны часто стоят на задних ногах и упираются об землю хвостом, чтобы получить лучший обзор на окружающую местность. Такое поведение, известное как «tripoding», является довольно распространенным у видов ящериц из семейства варанов.

### Питание
Будучи холоднокровным хищником, гигантский варан требует меньшего количества пищи, чем такого же размера хищные млекопитающие. Гигантский варан является хищником с очень гибкой диетой и включает в своей рацион довольно большой спектр различных животных, размер которых зависит от возраста и соответственно размера самого варана. Он может охотиться методом ожидания в засаде или, чаще, активного преследования. Обходить ограничение Карриера, как и другим варанам, ему позволяет специальный горловой насос.
Гигантские вараны являются высшими хищниками и в зависимости от своих размеров поедают насекомых, многоножек, ящериц (включая других варанов), птиц, змей и различных млекопитающих, таких как крысы, кузу, кролики, одичавшие кошки и лисицы. Несмотря на то, что на сегодняшний день рацион диких варанов этого вида изучен достаточно плохо, известно, что в рационе больших взрослых особей преобладают именно позвоночные. На острове Барроу гигантские вараны поедают яйца и детёнышей зеленых черепах, а также ловят австралийских чаек. Сообщалось об удачном нападения гигантского варана на молодого горного кенгуру в зоопарке, а в дикой природе крупные особи порой способны атаковать таких больших млекопитающих животных, как вомбаты, валлаби или даже одинокие динго. Гигантские вараны — агрессивные охотники, известен случай, когда перенти убил и съел варана Гульда почти такого же размера, как и он сам. В другом случае варан погиб, пытаясь проглотить большую ехидну. Согласно австралийскому фольклору перенти обладает иммунитетом к яду австралийских змей, но это ещё не было проверено экспериментально, даже несмотря на то, что охота гигантских варанов на таких змей, как мулга, наблюдалась не один раз. Как и все остальные вараны, перенти не брезгуют падалью и поедают даже сбитых на дороге особей своего вида.
Атакуя намеченную жертву, гигантский варан захватывает её челюстями и встряхивает с большой силой, ломая животному кости и раздирая его тело своими острыми зубами. Убив жертву, варан проглатывает её целиком, чему способствуют подвижные сочленения в черепе. От слишком крупной для проглатывания целиком туши он отрывает куски, используя свою мощную шею, пильчатые зубы и передние конечности, оснащенные острыми когтями.
Из-за отдаленности мест обитания гигантского варана от густонаселенных мест, он редко когда может доставлять проблемы человеку, в отличие от другой крупной австралийской ящерицы — пестрого варана, часто живущего рядом с людьми. Однако, сообщения о нападениях перенти на кошек, маленьких и средних собак все таки поступали не один раз. Исторически фермеры обвиняли гигантских варанов в регулярных нападениях на овец, хотя, на самом деле, в большинстве случаев это скорее всего было ошибкой.

## Статус популяции
Гигантский варан в настоящее время не включен в список IUCN, но числится во втором приложении CITES. Численность представителей данного вида в дикой природе не оценивалась.